# Natürliche Religion
Natürliche Religion oder Vernunftreligion ist ein Begriff der Religionsphilosophie der Aufklärung. Er bezeichnet eine religiöse Weltanschauung, die unabhängig von den Spezifika konkreter geschichtlicher Religionen ist. Diese wurden als Hinzukommnisse zu einer ursprünglich rein vernunftförmigen Religiosität verstanden. Oftmals wird der Ausdruck als Gegenbegriff zu Offenbarungsreligion verwendet, wobei manchmal eine Unterscheidung von „Natur“ gegen „Gnade“ zugrunde liegt. Andere Gegenbegriffe sind „geschichtliche Religion“ oder „positive Religion“ (im Sinne von: geschichtlich „gegebene“, vorgefundene Religion).

## Abgrenzung
Die Bezeichnungen Natürliche Religion und Natürliche Theologie werden von einigen Denkern synonym verwendet, bei anderen umfasst der Begriff „Natürliche Religion“ das gesamte Bedeutungsfeld der beiden Termini. Viele Theologen und Religionswissenschaftler unterscheiden indes zwischen „Natürlicher Religion“ als Bezeichnung einer Lebensform und „Natürlicher Theologie“ als Bezeichnung philosophisch-theologischer Theoriebildung.
„Naturreligion“ ist ein Ausdruck zur Bezeichnung der Religionen schriftloser Völker, der in der Fachwelt als veraltet gilt, aber immer noch populär ist. Diese Redeweise wird heute als problematisch empfunden, weil sie, ähnlich wie „primitive Religionen“, oft mit wertenden Konnotationen einhergeht und klassifikatorisch ungenau ist.

## Geschichte des Begriffs

### Vertreter der natürlichen Religion
Die ersten Vertreter der natürlichen Religion im engeren Sinne finden sich im englischen Deismus des 17. Jahrhunderts. In der klassischen thomistischen Schultheologie wird von zwei Stufen der Erkenntnis religiöser Wahrheiten ausgegangen: Erstens der natürlichen Erkenntnis (vgl. Natürliche Theologie) und zweitens der göttlichen Offenbarung. Im Deismus wird diese zweite Stufe als nicht notwendig für die Religion betrachtet, sodass eine rein natürliche Religion möglich sei.
Erster prominenter Vertreter der natürlichen Religion ist Herbert von Cherbury. In seinem Werk De religione gentilium errorumque apud eos causis von 1663 stellt er fünf rational einsichtige Grundsätze der natürlichen Religion auf:
1. Die Annahme der Existenz eines höheren Wesens
2. Die Pflicht, dieses Wesen zu verehren
3. Die Gleichsetzung der Verehrung mit moralischem Handeln
4. Die Forderung, Sünden zu bereuen und zu büßen
5. Der Glaube an göttliche Belohnung und Bestrafung

Diese Grundsätze stellen Herbert zufolge den unverdorbenen Kern aller Religionen dar, der jedoch häufig durch Einbildungskraft oder Priesterbetrug erweitert oder verfälscht worden sei.
Einen Beitrag zur Rechtfertigung der natürlichen Religion leistet auch Leibniz in seiner Theodizee von 1710.
Ein sehr einflussreiches und weit ausgearbeitetes System natürlicher Religion legte Matthew Tindal 1730 in Christianity as old as the Creation vor. Er betrachtet die natürliche Religion als notwendig vorhanden, weil es einer Einschränkung von Gottes Gültigkeit gleichkomme zu behaupten, es sei den Menschen vor Christi Geburt (oder einer anderen Offenbarung) nicht möglich gewesen, die wahre Religion zu kennen. Gott müsse den Menschen von Beginn an eine ausreichende Befähigung zur Erkenntnis der Religion mitgegeben haben, nämlich die Vernunft. Die Inhalte von Tindals natürlicher Religion sind im Wesentlichen der Glaube an die Existenz Gottes und seine autonome Glücklichkeit. Da der Mensch zum Glück Gottes nichts mehr beitragen könne, sei er verpflichtet, das Glück der Menschheit bestmöglich zu befördern. Tindal schließt deshalb eine stoische Ethik in seine natürliche Religion ein. Er stellt ausführliche Überlegungen an, warum alle überlieferten Offenbarungen – insbesondere auch die inkonsistente Bibel – unzuverlässig seien. Jedoch ist er der Meinung, dass das Christentum diejenige Religion sei, die inhaltlich mit der natürlichen Religion identisch sei. Daher sei die Bibel nur eine Wiederveröffentlichung der Inhalte der natürlichen Religion.
Eine Form der Vernunftreligion vertritt auch Immanuel Kant in Die Religion innerhalb der Grenzen der bloßen Vernunft. Er betrachtet die Religion in Hinblick auf ihren moralischen Nutzen. Natürliche Religion sei diejenige Religion, in der – wie auch bei Tindal – nur die religiösen Sätze anerkannt werden, die rational erschlossen wurden. Dem stehe die geoffenbarte Religion und der statutarische Glaube gegenüber, die mit der natürlichen Religion identisch sein könne, zumindest aber einen Teil von ihr enthalten müsse, um als Offenbarung gelten zu können. Darüber hinaus enthalten die vorhandenen Religionen jedoch einen Anteil von nicht rational einsichtigen Statuten, welche als Selbstzweck befolgt werden. Der Glaube an diese Prinzipien sei ein Religionswahn und ihre Befolgung ein unnötiger, ja gar moralisch falscher „Afterdienst“. Gerechtfertigt sind laut Kant jedoch solche Prinzipien, die dazu dienen sollen, eine den rationalen Gesetzen der Religion gehorchende Kirche zustande zu bringen. Das ursprüngliche Christentum erhebe die vernünftig einsichtigen Gesetze zu seinem Prinzip und sei insofern natürlich. Es sei aber auch ein gelehrter Glaube, in dem die Kleriker die Interpretation der Offenbarung vorgeben. Kant kritisiert, dass in allen Religionen – auch im Christentum – der Afterdienst eine Rolle spiele. Die „wahre alleinige Religion“ enthalte dagegen nichts als Gesetze.
Spätere Religionsphilosophen der Aufklärungszeit verstehen den Ausdruck hingegen teilweise im Sinne einer Art Meta-Religion, die explizit als nachträgliche Abstraktion gegebener Religionen verstanden wurde und nur als so konstruierter Maßstab an historische Religionen angelegt werden konnte.

### Kritik an der natürlichen Religion
Ein erstes grundsätzliches Problem der natürlichen Religion, welches David Hume, wie Kant ein Vordenker der Aufklärung, in seinen Dialogen über natürliche Religion thematisiert, ist die Begründung des Glaubens an die Existenz Gottes. Diese wird in der Regel mit Gottesbeweisen vorgenommen. Sofern es sich um Beweise a posteriori wie den teleologischen Gottesbeweis handle, seien diese von der verhältnismäßig willkürlichen Interpretation der Welt als solcher abhängig und daher nicht einleuchtend. Beweise a priori wie das kosmologische Argument seien einerseits ebenfalls nicht überzeugend, andererseits zielen sie auch nur auf die Existenz eines höheren Wesens überhaupt, könnten aber nicht die Attribute wie die Güte oder Allwissenheit dieses Wesens belegen. Insofern die Existenz Gottes nicht bewiesen, sondern nur als menschliche Intuition gerechtfertigt werde, wird laut Hume das Problem drängend, dass es gerade Übel seien, die religiöse Gefühle hervorrufen. Bei solch einer Argumentation stelle sich daher das Theodizeeproblem in verschärfter Form.
Eine scharfe Kritik an der natürlichen Religion formulierte Friedrich Schleiermacher in seinen Reden Über die Religion von 1799. Dort versteht er Religion nicht als Denken oder Handeln, sondern als „Anschauung und Gefühl“. Da Gefühle jedoch individuell sind, müsse auch die Religion diesen individuellen Anlagen gerecht werden. Während jedoch die positiven Religionen ein Prinzip der Individualisierung in sich trügen, sei die natürliche Religion abgeschliffen und habe „so philosophische und moralische Manieren, daß sie wenig von dem eigentümlichen Charakter der Religion durchschimmern läßt“. Eine individuelle Gestaltung der natürlichen Religion sei nicht möglich, weil diese vollständig allgemein gehalten sei und keinen Ansatzpunkt zu einer individuellen Entwicklung biete.
Auch die Evangelische Theologie des späteren 19. und 20. Jahrhunderts – vor allem Karl Barth – kritisierte im Allgemeinen den Begriff „natürliche Religion“. Für Barth ist dabei die Auffassung ausschlaggebend, dass alle Formen von Gotteserkenntnis ausschließlich aus der unverdienbaren Gnade Gottes möglich seien.
Die katholische Tradition ließ dagegen im Allgemeinen zumindest eine Gotteserkenntnis aus natürlicher menschlicher Vernunft selbst zu und verkündete diese Lehre auf dem Ersten Vatikanischen Konzil als Dogma. Eine philosophische Gotteserkenntnis aus reiner Vernunft führt aber auch dieser Auffassung nach noch nicht zu einer gelebten Religion. In diesem Sinne sind, wie eingangs skizziert, „natürliche Religion“ und „Natürliche Theologie“ zu unterscheiden.
Wichtige Nachkriegstheologen beider christlichen Konfessionen (z. B. Wolfhart Pannenberg, Karl Rahner, Bernard Lonergan) haben, anknüpfend an Vorgänger wie Blondel, außerdem die im Neuthomismus vorherrschende Konzeption „natürlicher Theologie“ durch eine anthropologische Grundlagenreflexion ersetzt. Dabei geht es nicht mehr beispielsweise um klassische Gottesbeweise oder sogenannte extrinsezistische (extrinsische) Argumente (welche dem Glaubensinhalt selbst „äußerliche“ Beweisgründe wie Wunder oder Autorität von Offenbarungszeugen anführten), sondern um eine grundlegende Fähigkeit, Gott zu erkennen, eine Offenheit für Transzendenz, die jedem Menschen als solchem (und damit unabhängig von seiner Zugehörigkeit zu konkreten Religionen) zukomme. Auch diese Theologen würden aber keine eigenständige „natürliche Religion“ unabhängig von geschichtlichen Religionen für möglich halten. Die Problematik des Verhältnisses zwischen Natur und natürlicher Vernunft einerseits und Gnade und Offenbarung andererseits bildet sich bei Rahner in Begriffen wie „übernatürliches Existenzial“, „anonymes Christentum“ und ähnlichen ab, bei Pannenberg in Begriffsoppositionen wie „cognitia dei insita“ versus „acquisita“ (etwa als „durch die Natur eingepflanzte“ versus „in der Geschichte erworbene“ Gotteserkenntnis wiederzugeben).